# Pakistanische Cricket-Nationalmannschaft in Indien in der Saison 1960/61
Die Tour der pakistanischen Cricket-Nationalmannschaft nach Indien in der Saison 1960/61 fand vom 2. Dezember bis zum 13. Februar 1960 statt. Die internationale Cricket-Tour war Bestandteil der Internationalen Cricket-Saison 1960/61 und umfasste fünf Tests. Die Serie endete 0–0 unentschieden.

## Vorgeschichte
Für beide Mannschaften war es die erste Tour der Saison.
Das letzte Aufeinandertreffen der beiden Mannschaften bei einer Tour fand in der Saison 1954/55 in Pakistan statt.

## Stadien
Die folgenden Stadien wurden für die Tour als Austragungsort vorgesehen.
| Stadion                   | Stadt    | Kapazität | Spiele  |
| ------------------------- | -------- | --------- | ------- |
| Brabourne Stadium         | Bombay   | 25.000    | 1. Test |
| Feroz Shah Kotla          | Delhi    | 48.000    | 5. Test |
| Eden Gardens              | Kalkutta | 82.000    | 3. Test |
| Green Park Stadium        | Kanpur   | 33.000    | 2. Test |
| M. A. Chidambaram Stadium | Madras   | 46.000    | 4. Test |

## Kaderlisten
Die Mannschaften benannten die folgenden Kader.
| Test | Test |
| Indien | Pakistan |
| --- | --- |
| - Nari Contractor (K) - Abbas Ali Baig - Chandu Borde - Ramakant Desai - Datta Gaekwad - Baloo Gupte - Subhash Gupte - Motganhalli Jaisimha - Nana Joshi (wk) - Vaman Kumar - Budhi Kunderan (wk) - Vijay Manjrekar - Venatappa Muddiah - Bapu Nadkarni - Pankaj Roy - AG Milkha Singh - Rusi Surti - Naren Tamhane (wk) - Polly Umrigar - Surendranath | - Fazal Mahmood (K) - Alimuddin - Hanif Mohammad - Haseeb Ahsan - Imtiaz Ahmed (wk) - Intikhab Alam - Javed Burki - Mahmood Hussain - Mohammad Farooq - Mushtaq Mohammad - Nasim-ul-Ghani - Saeed Ahmed - Mathias Wallis |

## Tests

### Erster Test in Bombay
| 2. – 7. Dezember Scorecard | Bombay | Pakistan 350 (137.4) & 166-4 (80) | – | Indien 449-9d (176.4) |
|                            |        | Remis                             |   |                       |

Pakistan gewann den Münzwurf und entschied sich als Schlagmannschaft zu beginnen.

### Zweiter Test in Kanpur
| 16. – 21. Dezember Scorecard | Kanpur | Pakistan 335 (188.4) & 140-3 (64) | – | Indien 404 (193.5) |
|                              |        | Remis                             |   |                    |

Pakistan gewann den Münzwurf und entschied sich als Schlagmannschaft zu beginnen.

### Dritter Test in Kalkutta
| 30. Dezember – 4. Januar Scorecard | Kalkutta | Pakistan 301 (127.2) & 146-3d (49) | – | Indien 180 (99.3) & 127-4 (57) |
|                                    |          | Remis                              |   |                                |

Pakistan gewann den Münzwurf und entschied sich als Schlagmannschaft zu beginnen.

### Vierter Test in Madras
| 13. – 18. Januar Scorecard | Madras | Pakistan 448-8d (182.5) & 59-0 (18) | – | Indien 539-9d (227) |
|                            |        | Remis                               |   |                     |

Pakistan gewann den Münzwurf und entschied sich als Schlagmannschaft zu beginnen.

### Fünfter Test in Delhi
| 8. – 13. Februar Scorecard | Delhi | Indien 463 (158) & 250 | – | Pakistan 286 (125.5) & 16-0 (2) |
|                            |       | Remis                  |   |                                 |

Indien gewann den Münzwurf und entschied sich als Schlagmannschaft zu beginnen.